# Goresha
Goresha (en georgiano: ღორეშა) es un pueblo del oeste de Georgia, ubicado en el sureste de la región de Imericia y parte del municipio de Jaragauli. El sitio es conocido por ser el lugar de nacimiento de Sergó Ordzhonikidze. 

## Geografía
Goresha se encuentra a orillas del río Kvadauri (el afluente izquierdo del río Dziruli), a 33 kilómetros de Jaragauli.

## Demografía
La evolución demográfica de Goresha entre 2002 y 2014 fue la siguiente:
| 1016                                            | 767 |
| (Fuente: Population of Georgia in Soviet times) |     |

Según el censo de 2014, los georgianos constituían el 99,9%.

## Infraestructura

### Arquitectura, monumentos y lugares de interés
Aquií hay restos de una iglesia medieval y una iglesia del siglo XIX en el pueblo. 

### Educación
En Jevi hay una escuela pública y una biblioteca.

### Transporte
El pueblo está conectado con Jaragauli por una carretera. 

## Personas ilustres
- Sergó Ordzhonikidze (1886-1937): político soviético georgiano, miembro del Politburó y amigo cercano de Iósif Stalin.